# Egyptologie
Egyptologie je věda zabývající se dějinami a všemi oblastmi starověkého Egypta, čili obdobím dějin Egypta přibližně 5 000 let př. n. l. až do doby římského panství (5. stol. n. l.), jeho historií, kulturou, uměním, náboženstvím, jazykem a písmem. Dva základní směry jsou egyptská archeologie zaměřená na hmotné památky a egyptská filologie, zabývající se jazykem a myšlením starověkých Egypťanů. Studium a čtení staroegyptských nápisů a textů otevírá možnost zkoumat dlouhotrvající civilizaci z pohledu časových řad. Důležitým úkolem egyptologie je také popularizace a vzdělávání, přiblížení poznatků široké veřejnosti.

## Vývoj egyptologie

### Počátky průzkumů Egypta
Za vůbec prvního egyptologa bývá někdy označován Chamuaset, jeden ze synů Ramesse II., díky svému zájmu o archeologii a úsilí o restaurování historických staveb v Sakkáře. Jedny z prvních historických zpráv ze svých cest po Egyptě podali antičtí autoři Hérodotos, Strabón nebo Diodóros Sicilský.
Zvýšený zájem o starý Egypt nastal v období renesance, kdy jeho památky upoutaly mnoho cestovatelů během poutí do Svaté země. Do povědomí evropských badatelů i osvícených panovníků se dostaly prostřednictvím cestopisů, často obsahujících přesnou dokumentaci a popis pamětihodností včetně záhadných nápisů. Patří sem například spisy Johna Gravese (Pyramidographia, Londýn1646) nebo Richarda Pocockeho (A Description of the East, and Some other Countries, Londýn 1743–1745). Francouzský jezuita Claude Sicard (1677–1726) pořídil přesnou dokumentaci řady archeologických lokalit včetně mapy Egypta a jako první popsal chrámový komplex na Philae. Český šlechtic Kryštof Harant z Polžic a Bezdružic podnikl cestu do Svaté země a Egypta v roce 1598 a popsal ji v cestopisu Putování (1608). Objevily se i snahy o rozluštění egyptského písma (Athanasius Kircher, Carsten Niebuhr, Georg Zoëga). 

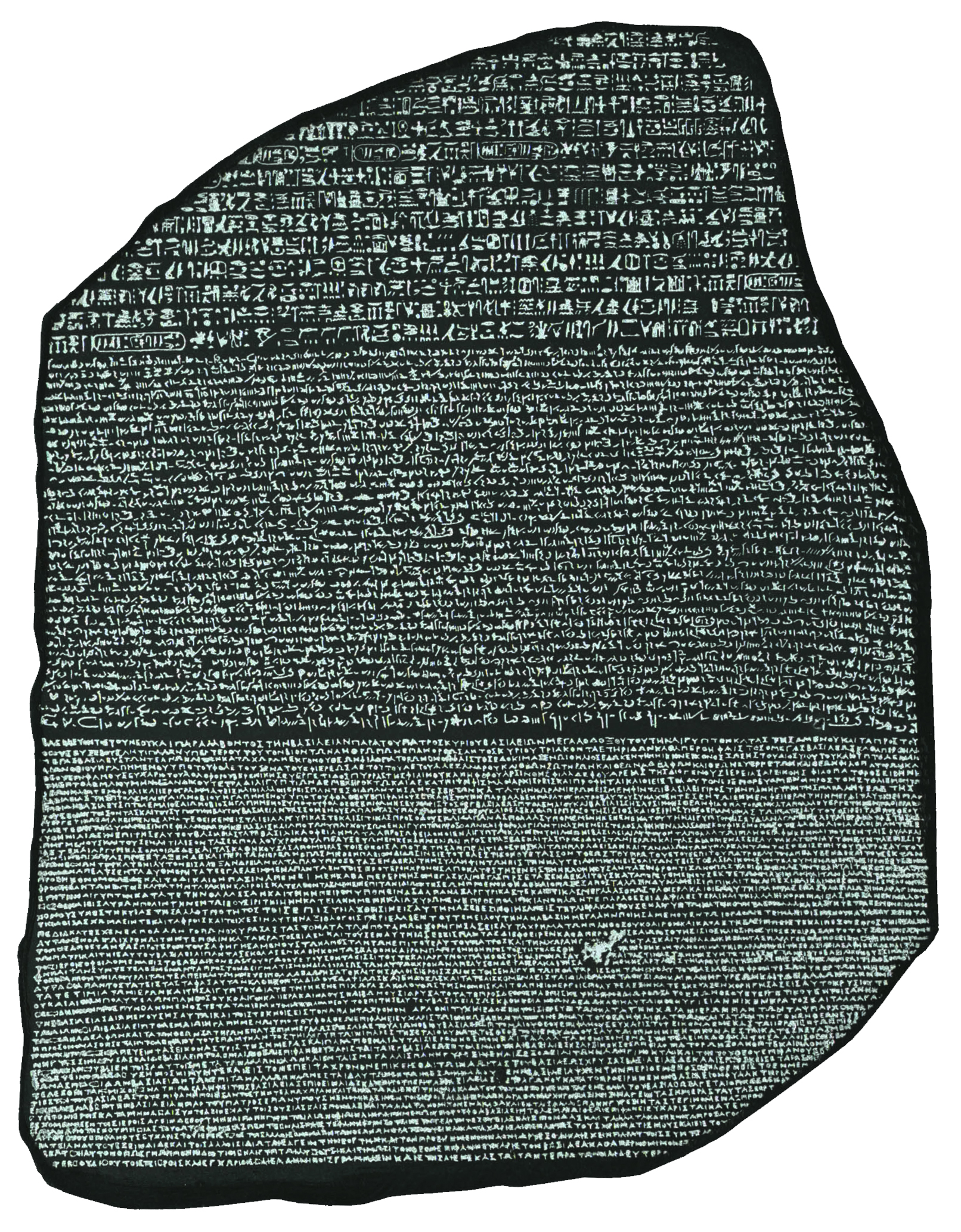
Rosettská deska (hieroglyfy, démotické a řecké písmo)

Zásadní význam pro rozvoj egyptologie měla Napoleonova vojenská výprava do Egypta v letech 1798–1800 s cílem podmanit si toto území jako vstupní bránu do Afriky a Asie a posílit postavení Francie v konkurenčním boji s Anglií. Její součástí bylo 151 učenců, jejichž úkolem bylo shromáždit veškeré informace o Egyptě, poznat a zadokumentovat egyptské památky, připravit podklady k vytvoření moderní správy země jako francouzské provincie. Na Napoleonův pokyn byl za tím účelem již v srpnu 1798 v Káhiře založen Egyptský institut. Výprava skončila vojenským neúspěchem a Francouzi museli po kapitulaci předat Britům většinu nálezů včetně Rosettské desky, která měla později důležitý význam pro rozluštění egyptského písma. Část exponátů a veškerou písemnou dokumentaci se podařilo přepravit do Francie a v následujících letech se jejich zpracováním zabývalo mnoho vědců z různých oborů. V letech 1809–1828 postupně vzniklo mnohosvazkové vědecké dílo Description de l'Égypte (Popis Egypta) obsahující bohatou vědeckou dokumentaci staroegyptských památek, které patří k základním pilířům moderní egyptologie.
V souvislosti s navázáním diplomatických styků s novou egyptskou vládou se zvýšil zájem evropských elit o historii Egypta a její památky. Prvotní úsilí egyptologů bylo zaměřeno na výzkum a dokumentaci památek, zejména monumentů, přímo v Egyptě. Metody, které většina těchto průkopníků archeologie používala při jejich získání byly amatérské a často drsné (Giovanni Battista Belzoni, Giovanni Battista Caviglia). Mnoho památek přitom bylo poškozeno nebo i zničeno. 

### Zrod moderní egyptologie
Za zakladatele moderní, novověké egyptologie je považován Jean-François Champollion. V roce 1822 publikoval kompletní systém pro luštění hieroglyfů, který vycházel z jeho práce na překladu Rosettské desky. To byl zrod moderní egyptologie, protože pouze se znalostí staroegyptského písma a jazyka bylo možné získat vhled do starověké egyptské kultury a porozumět jí. V letech 1828–1829 podnikl velkou výpravu do Egypta a následně publikoval řadu vědeckých prací, jimiž položil základy egyptologie. S přibývajícími znalostmi egyptského písma mohlo studium starověkého Egypta pokračovat s větší akademickou přísností. Na jeho práci navázali další badatelé, jako John Gardner Wilkinson, zakladatel britské egyptologie nebo Karl Richard Lepsius, který je považován za zakladatele egyptologie v Německu. Zorganizoval velkou výpravu do Egypta v letech 1842–1845, při níž systematicky prozkoumal a zdokumentoval mnoho památek. Své poznatky a nálezy zveřejnil ve dvanáctisvazkové publikaci Denkamaelern aus Aegypten und Aethiopien (Památky z Egypta a Etiopie) a do Berlína přivezl kolem 15 000 sbírkových předmětů.

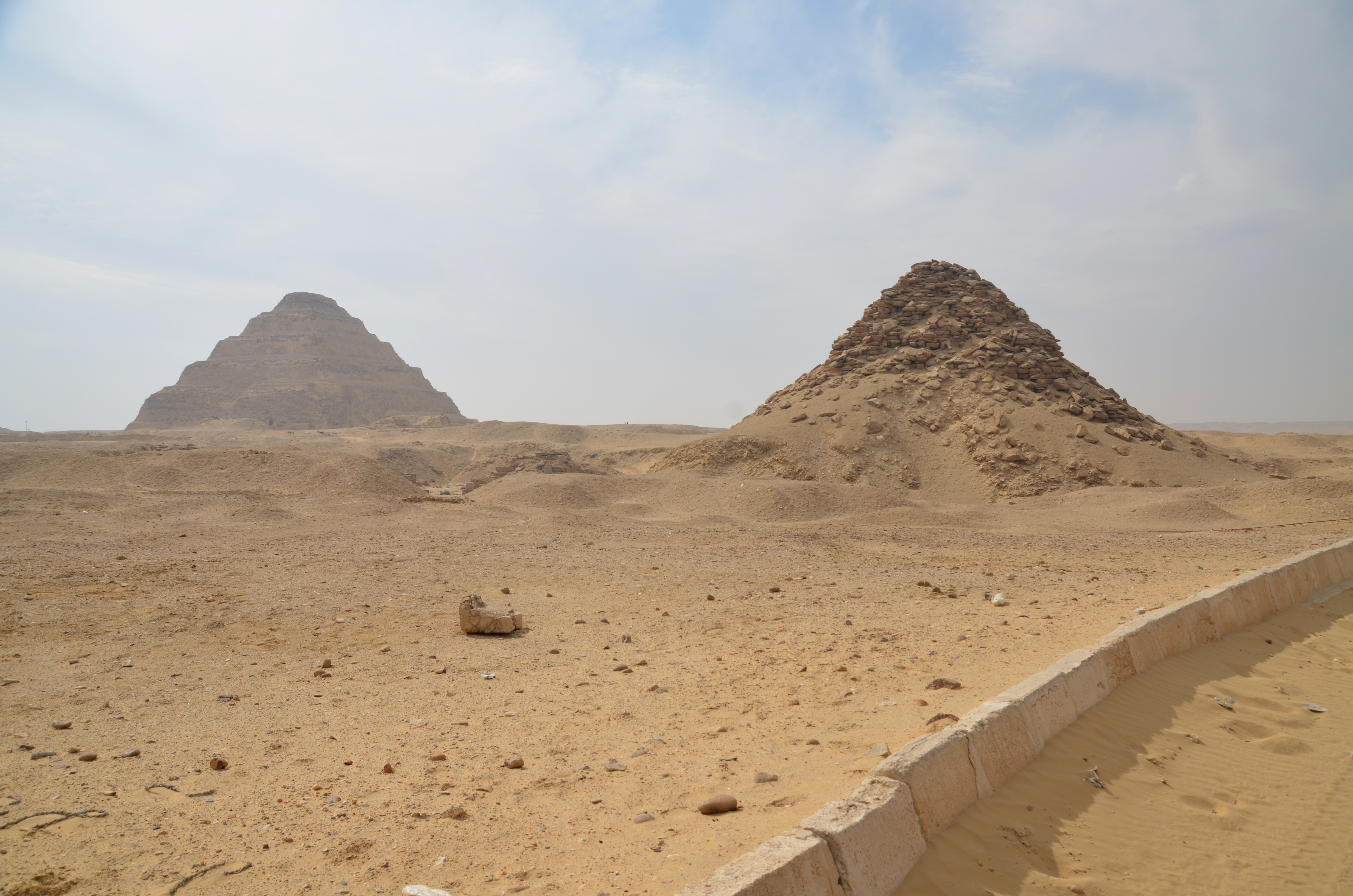
pyramidy v Sakkaře

Významnou postavou pro rozvoj egyptologie byl Francouz Auguste Mariette, který v druhé polovině 19. století prováděl archeologické vykopávky na více než třiceti lokalitách, ale zasloužil se také o ochranu egyptských památek a zasazoval se proti jejich vývozu z Egypta. Rok 1850, kdy zahájil své vykopávky v Sakkáře, je považován za začátek systematických archeologických výzkumů v Egyptě. Byl iniciátorem a prvním ředitelem Památkové služby (Service des Antiquités d'Egypt), založené v roce 1858 a s jeho jménem je spojeno i založení prvního muzea s egyptskými památkami v Bulaqu v Káhiře v roce 1863. V roce 1869 byl vydán první zákon o ochraně památek v Egyptě. Mariettovým nástupcem se stal Gaston Maspero, pod jehož vedením byl vybudován Francouzský ústav orientální archeologie v Káhiře (Institut français d'archéologie orientale du Caire-IFAO) v roce 1898. Dal podnět k založení muzea v Alexandrii, v němž byly soustředěny památky z Ptolemaiovské a Římské doby. Zasloužil se také o vznik školy v Káhiře, která měla zajišťovat výuku egyptologie a vychovávat odborníky v tomto oboru. Během jeho působení byla ve skalní rozsedlině v Dér el-Bahrí objevena skrýš královských mumií 17. až 19. dynastie. Maspero byl jmenován ředitelem nového Egyptského muzea v Káhiře otevřeného roku 1902 a zahájil katalogizaci jeho sbírek. Doba jeho působení v čele Památkové služby je často považována za zlatou éru egyptské archeologie. Postupně se v ní začaly uplatňovat vědecké metody práce. 

### Rozvoj egyptologie na přelomu 19. a 20. století

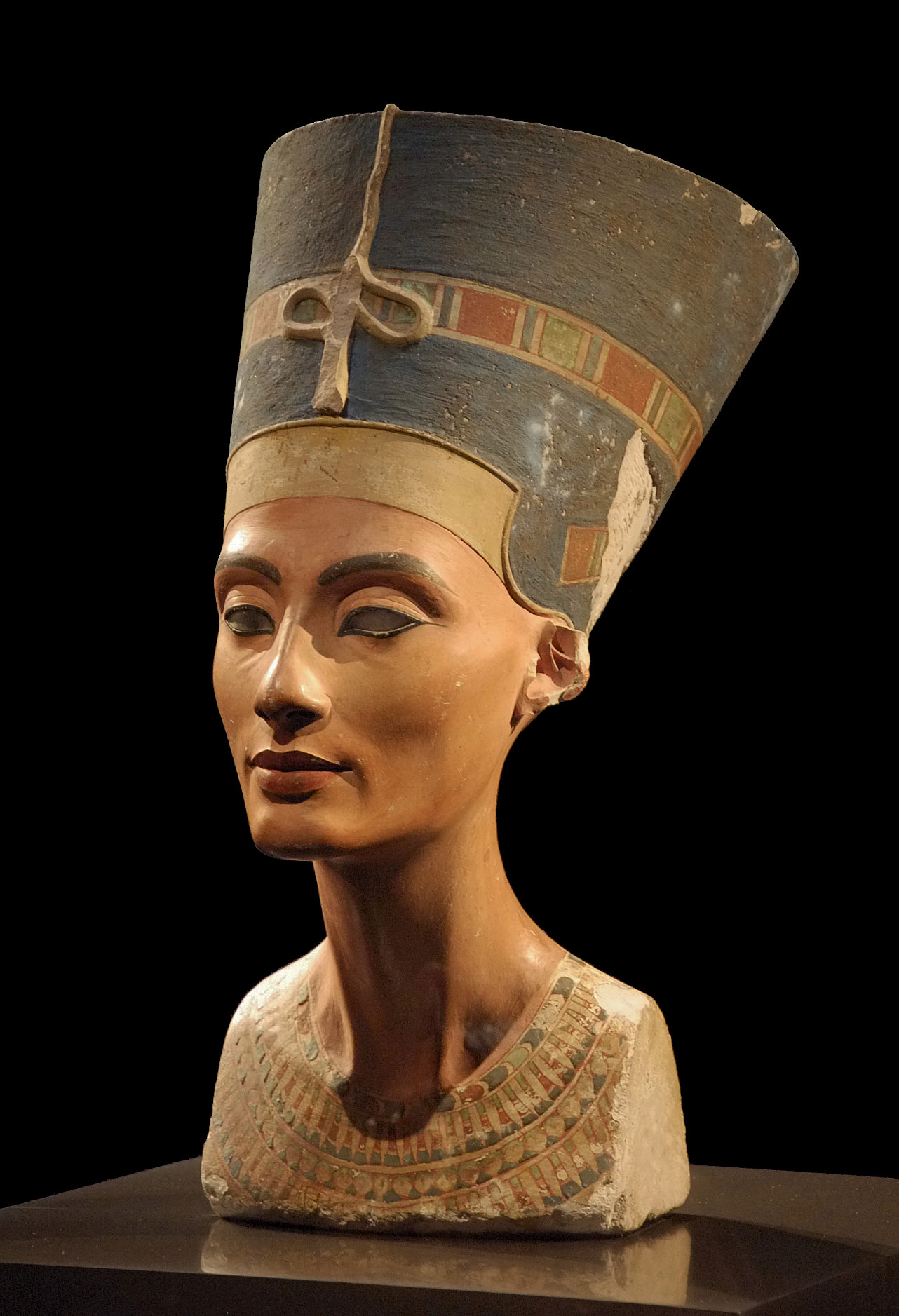
busta královny Nefertiti

Ve druhé polovině 19. století se zájem o egyptologii rozšířil v mnoha zemích v Evropě. Sbírky egyptských památek byly shromážděny v muzeích v Londýně, Paříži, Berlíně, Turíně, Petrohradě a dalších. Vyučovala se na univerzitách ve Francii, Velké Británii, Itálii a Německu, kde byl rozmach egyptologie spojen se jménem Karla Lepsia. Jeho pokračovatelem se stal Adolf Erman, který založil nový směr bádání o egyptštině (Berlínská nebo Ermanova škola) a zasloužil se o vydání Slovníku egyptského jazyka (Wörterbuch der ägyptischen Sprache). Další významnou osobností byl Ludwig Borchardt, zakladatel německého archeologického ústavu v Káhiře. Vedl vykopávky na různých lokalitách, k jeho nejznámějším objevům patří busta královny Nefertiti.
Ve stejném období pracoval v Egyptě britský archeolog William Flinders Petrie, známý svým systematickým a pečlivým přístupem k vykopávkám a jejich dokumentování. Je považován za zakladatele moderní egyptské archeologie, zasloužil se o řadu velkých objevů. Patří k nim nález kahúnských papyrů v roce 1893. Při průzkumu lokality v Nakádě nalezl keramické předměty z předdynastického období. Tuto pravěkou kulturu nazval nakádskou a rozdělil ji do tří skupin podle pohřebišť (amratské, gerzenské a semainianské). Organizoval výzkum v Hierankopoli, náboženském a politickém centru Horního Egypta předdynastického a raně dynastického období. V letech 1899–1903 pracoval na pohřebišti Umm el-Káb, kde zdokumentoval hroby nejstarších egyptských králů a nalezl řadu vzácných památek. Rozpoznal význam rentgenových paprsků pro archeologii a již v roce 1898 zhotovil rentgenové snímky jedné mumie. 
Na přelomu 19. a 20. století se zájem archeologů soustředil do oblasti Núbie. Zástupci zemí, které stály v čele egyptologické vědy (Velká Británie, Francie, Německo) vytvořili pracovní tým, jehož úkolem bylo zdokumentovat chrámy a památky, které byly ohroženy v souvislosti s výstavbou přehrady u Asuánu. V čele týmu stál mladý americký egyptolog George Andrew Reisner. Vyvinul stále používanou chronologii, která rozdělila nejstarší historii starověké Núbie podle čtyř po sobě jdoucích kulturních skupin A–D. Během průzkumu, který skončil roku 1911, bylo prozkoumáno na 150 archeologických lokalit včetně 8 000 hrobů. Reisner prováděl řadu let také výzkum na Západním pohřebišti v Gíze, především v komplexu Menkaureovy pyramidy. V Núbii působil v letech 1905–1907 i další Američan, James Henry Breasted, který se zaměřil na dokumentování významných historických nápisů. Používal při tom metodu kombinující fotografický záznam s ručně doplněnými detaily. Takzvaná Metoda Chicago House se v egyptské epigrafice stále používá. Značných úspěchů dosáhla expedice Metropolitního muzea, která v letech 1911–1936 v lokalitě Dér el-Bahrí prozkoumala hrobový komplex Mentuhotepa II. a soukromé skalní hrobky úředníků.

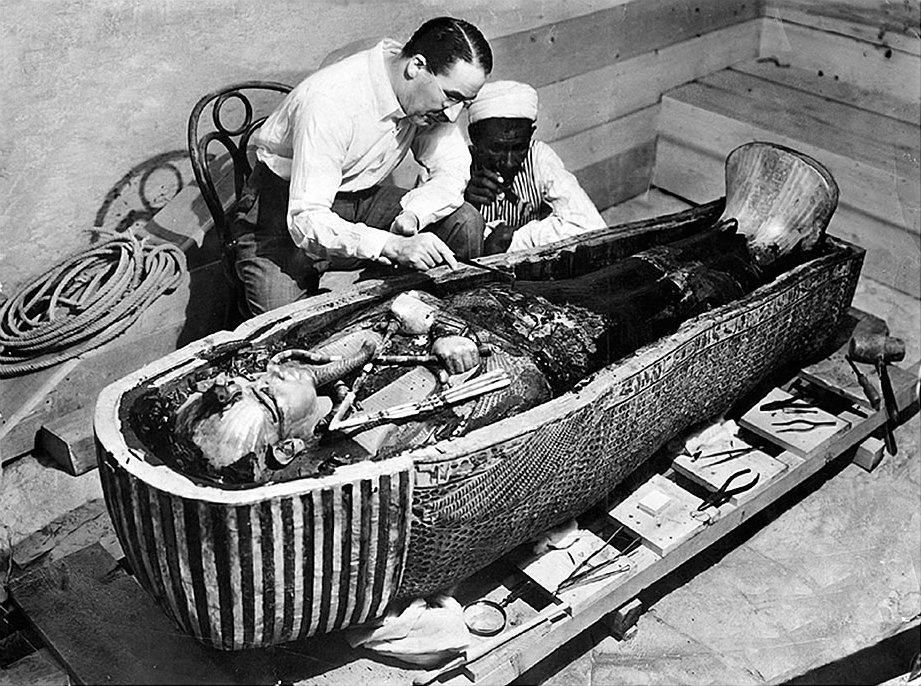
Howard Carter nad sarkofágem s Tutanchamonovou mumií (1925)

K zásadnímu rozvoji egyptologie přispěli britští vědci filologického zaměření: Francis Llewellyn Griffith v roce 1909 rozluštil merojské písmo na nápisech získaných při průzkumu v oblasti Núbie, Alan Henderson Gardiner se zasloužil o objev protosinajského písma, které je považováno za předchůdce všech pozdějších semitských a evropských abeced. Jeho Egyptská gramatika (Egyptian grammar), vydaná v roce 1927, se stala nejúspěšnější učebnicí klasické egyptštiny. V Oxfordu vznikl projekt topografické bibliografie se záměrem vytvořit pro egyptology komplexní referenční zdroj, soustřeďující publikované i nepublikované informace o starověkých egyptských památkách. První díl s názvem Topographical Bibliography of Ancient Egyptian Hieroglyphic Texts, Reliefs, and Paintings (Topografická bibliografie staroegyptských textů, reliéfů a maleb) vyšel roku 1927. Podle autorek Berthy Porterové a Rosalind Mossové je zkráceně nazýván Porter and Moss. Svazky bibliografie jsou neustále revidovány a rozšiřovány, k dispozici jsou i v digitální podobě. Od roku 1971 stál v čele projektu Jaromír Málek, egyptolog českého původu.
Kromě vědeckých týmů byly koncese na provádění vykopávek udělovány i bohatým amatérským archeologům z různých zemí. Jednou z podmínek bylo, že na průzkum bude dohlížet školený egyptolog a archeolog. Před 1. světovou válkou působil po dobu 12 let v Údolí králů americký právník a obchodník Theodore M. Davis, který objevil a prozkoumal 34 hrobek. Po něm získal povolení k vykopávkám lord Carnarvon a jako hlavní archeolog vedl práce Howard Carter. Jeho objev zapečetěné hrobky faraona Tutanchamona s bohatou pohřební výbavou v roce 1922 se stal největší událostí v historii egyptologie a vyvolal velký ohlas u světové veřejnosti. 

### Meziválečné období
V období mezi dvěma světovými válkami se některé archeologické výzkumy zaměřily na získání poznatků o pravěké historii Egypta. Anglická archeoložka Gertruda Catonová-Thompsonová objevila v lokalitách Qau el-Kebir a Fajjúmu pozůstatky prehistorické kultury, jejíž počátky sahají k roku 5000 př.n.l. Existence neolitické kultury byla prokázána i v oblasti Dolního Egypta v okolí Káhiry. 

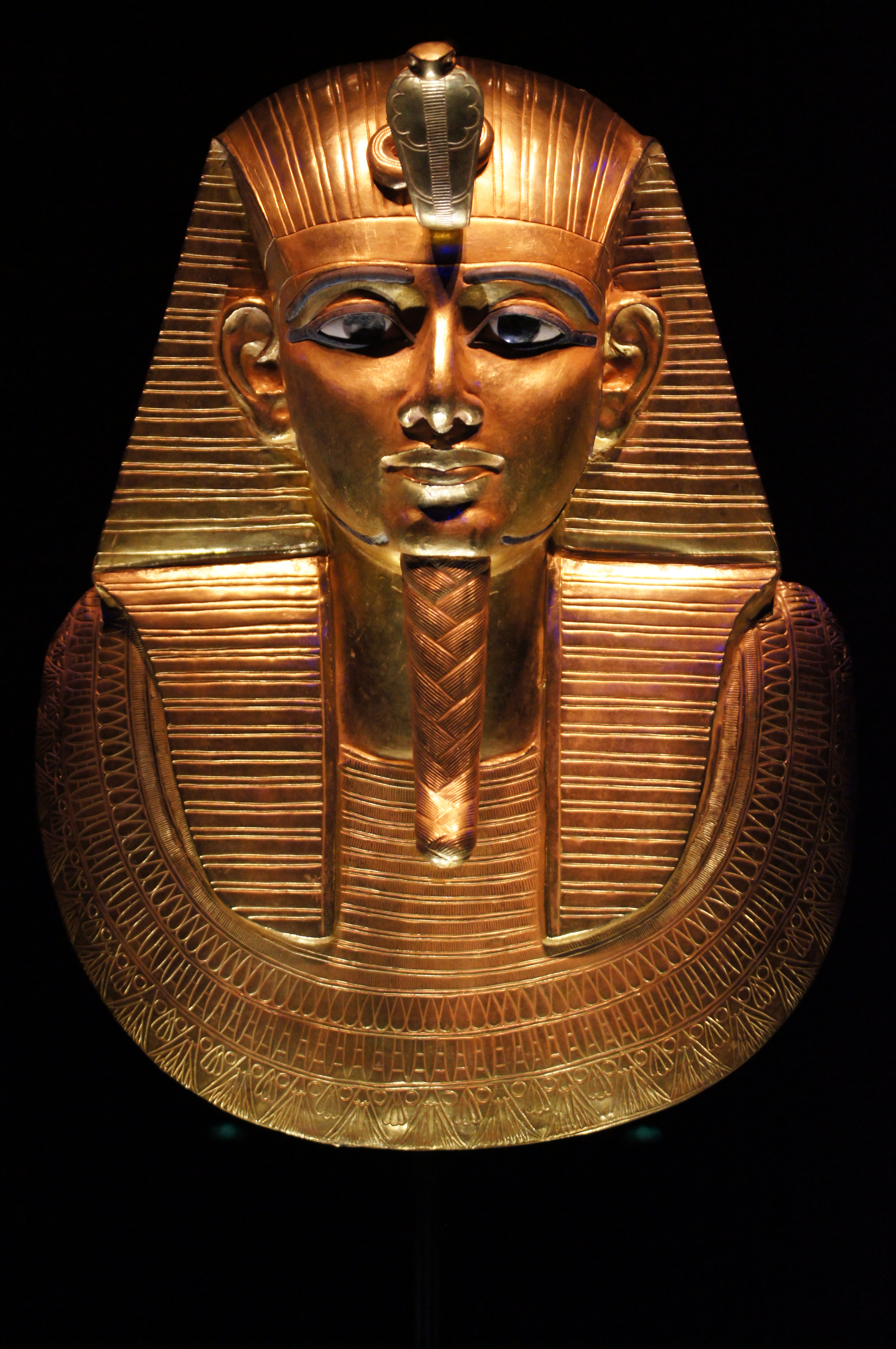
zlatá pohřební maska faraona Psusennese I.

Byl zahájen systematický archeologický výzkum raně dynastických pyramidových komplexů a pohřebišť v Sakkáře, při němž byly odkryty velké mastaby, prozkoumány stupňovité pyramidy i řada dalších staveb. Během let se na lokalitě vystřídala řada badatelů a týmů různých národností a výzkum stále pokračuje.
Rozhodnutí egyptské vlády o dalším rozšíření Asuánské přehrady vedlo k Památkový ústav k zorganizování Druhého archeologického průzkumu Núbie ve třicátých letech 20. století. Při něm britští archeologové Walter Bryan Emery a Lawrence Kirwan objevili v Ballaně a Qustulu (dnes již zaplavené lokality) velké mohyly s pohřební výbavou ze 4. století n.l. (kultura Skupiny X.). Tato událost je označována za největší archeologický objev v Núbii v 1. polovině 20. století.
V roce 1939, po deseti letech hledání slavného Ramessova města (Pí-Ramesse), objevil francouzský tým Pierra Monteta v Džanetu královskou nekropoli s několika nedotknutými hroby králů 21. a 22. dynastie. Poklady z hrobek Psusennese I., Osorkona II. a Šešonka III. patří k nejvýznamnějším nálezům vykopávek v Egyptě, ve stínu politických událostí v předvečer 2. světové války však nevzbudily takovou pozornost, jako objev Tutanchamonovy hrobky. Válečná léta znamenala útlum činnosti zahraničních badatelských týmů v Egyptě, kde v některých oblastech probíhaly bojové operace.

### Egyptologie po druhé světové válce
Po roce 1952 došlo vlivem egyptské revoluce k zásadním změnám v přístupu k ochraně památek. Cizinci, kteří dlouhá léta stáli v čele hlavních orgánů památkové správy, byli vystřídáni egyptskými odborníky. Do čela Památkové služby byl v roce 1954 jmenován první egyptský ředitel Mustafá al-’Amír. Vrchním inspektorem památek v Sakkáře se stal egyptolog Mohammed Zakaria Goném, který objevil Sechemchetovu pyramidu a později byl jmenován ředitelem Egyptského muzea v Káhiře. Další egyptský archeolog Kamál al-Mallách v květnu 1954 nalezl na jižní straně Chufuovy pyramidy dřevěnou „sluneční” bárku, která patří mezi deset nejvýznamnějších egyptologických objevů všech dob. Prohloubila se spolupráce se zeměmi východního bloku, jako Československo nebo Polsko.

#### Stavba Vysoké Asuánské přehrady

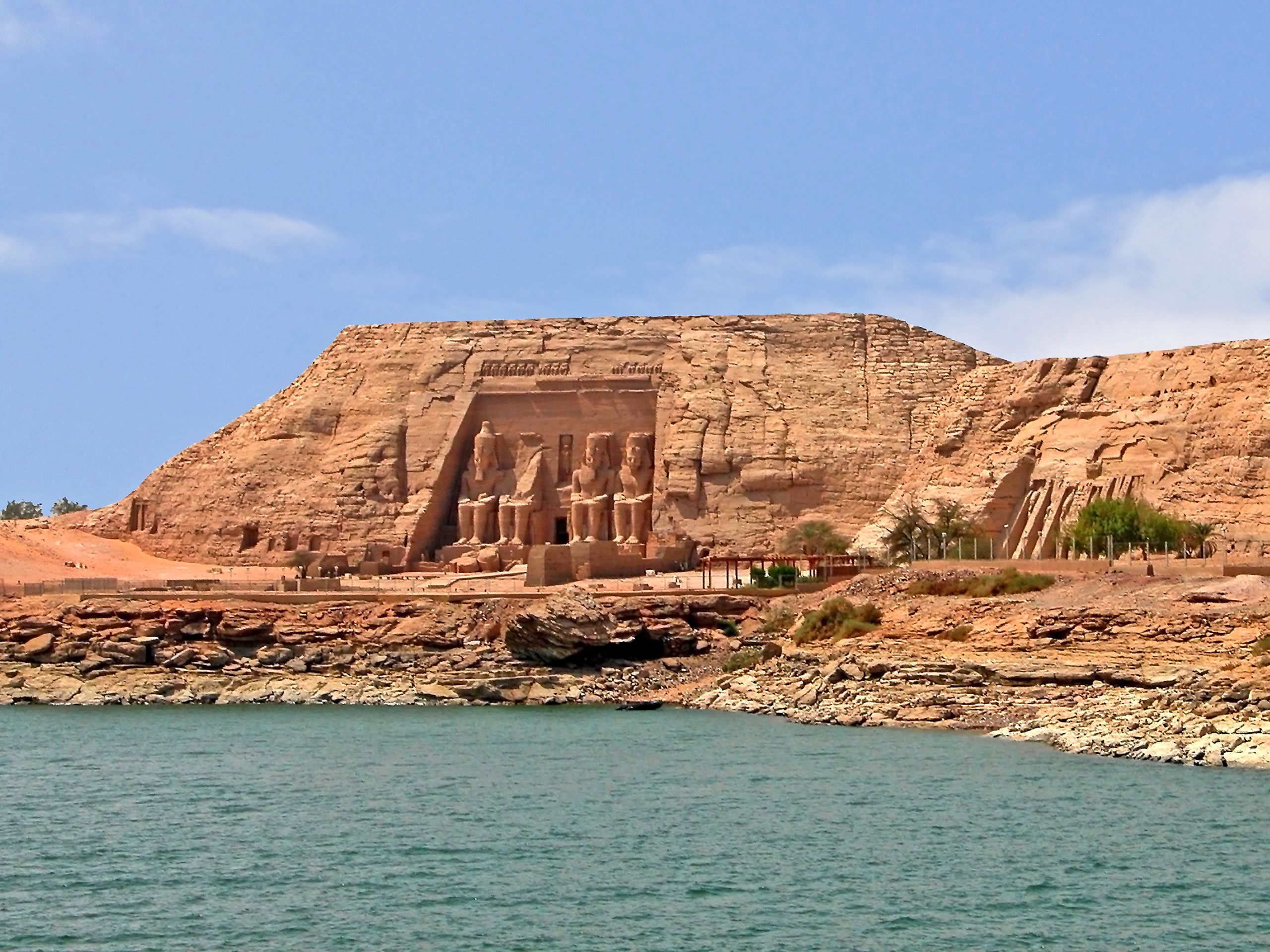
Abú Simbel

Nová republikánská egyptská vláda začala plánovat stavbu Vysoké Asuánské přehrady, která po svém dokončení měla zatopit rozsáhlá památkově významná území někdejší Núbie. Protože nebylo v možnostech Egypta ani Súdánu financovat záchranu ohrožených památek, obrátily se tyto státy v roce 1959 na UNESCO s žádostí o pomoc. Mezinárodní akci na záchranu a dokumentaci památek Núbie, jíž se účastnila významná egyptologická pracoviště z dvaceti zemí, se dostalo široké podpory kulturních a politických institucí i světové veřejnosti. Největší úsilí se soustředilo na záchranu skalních chrámů v Abú Simbelu, chrámového komplexu na ostrově Fílé a svatyně boha Mandulise (Hóra) v Kalabši. Záchranné práce trvaly dvacet let, stavby byly rozebrány a přemístěny na nová stanoviště nad hladinou přehrady. Podařilo se zachránit řadu dalších menších chrámů, mnoho památek však skončilo pod hladinou. Vodní dílo, v jehož stavbě se výrazně angažoval Sovětský svaz, vyvolalo také negativní reakce části odborníků.
Akce, při níž bylo prozkoumáno a zdokumentováno velké množství památek, vedla nejen k rozvoji mezinárodní egyptologické spolupráce, ale k rozvoji egyptologie jako vědeckého oboru vůbec. Vznikla samostatná vědní disciplína núbiologie. V řadě zemí vznikla nová výzkumná a vzdělávací centra, vědecké instituce se zaměřením na egyptologii a v muzeích specializovaná oddělení egyptských památek. Největší počet egyptologických institucí má Německo, významná střediska jsou v Káhiře, Londýně, Oxfordu, Paříži, Vídni, Leidenu, Římě, Moskvě, Petrohradu, New Yorku, Bostonu nebo Praze. V Německu vycházel v letech 1976–1986 šestisvazkový Lexikon der Ägyptologie, v němž bylo zahrnuto 3 233 hesel, důležitá pomůcka pro všechny egyptology.
V říjnu 1976 se v Káhiře konal první mezinárodní kongres egyptologů za účasti téměř tří stovek egyptologů z celého světa. V roce 1977 byla založena Mezinárodní asociace egyptologů (IAE), která se zasazuje o zachování světového archeologického dědictví. Pod její záštitou se v intervalech tří až čtyř let konají v různých zemích mezinárodní egyptologické kongresy, zatím poslední (třináctý) byl v srpnu 2023 v Leidenu. Dlouholetým členem řídícího výboru IAE je český egyptolog profesor Miroslav Verner.

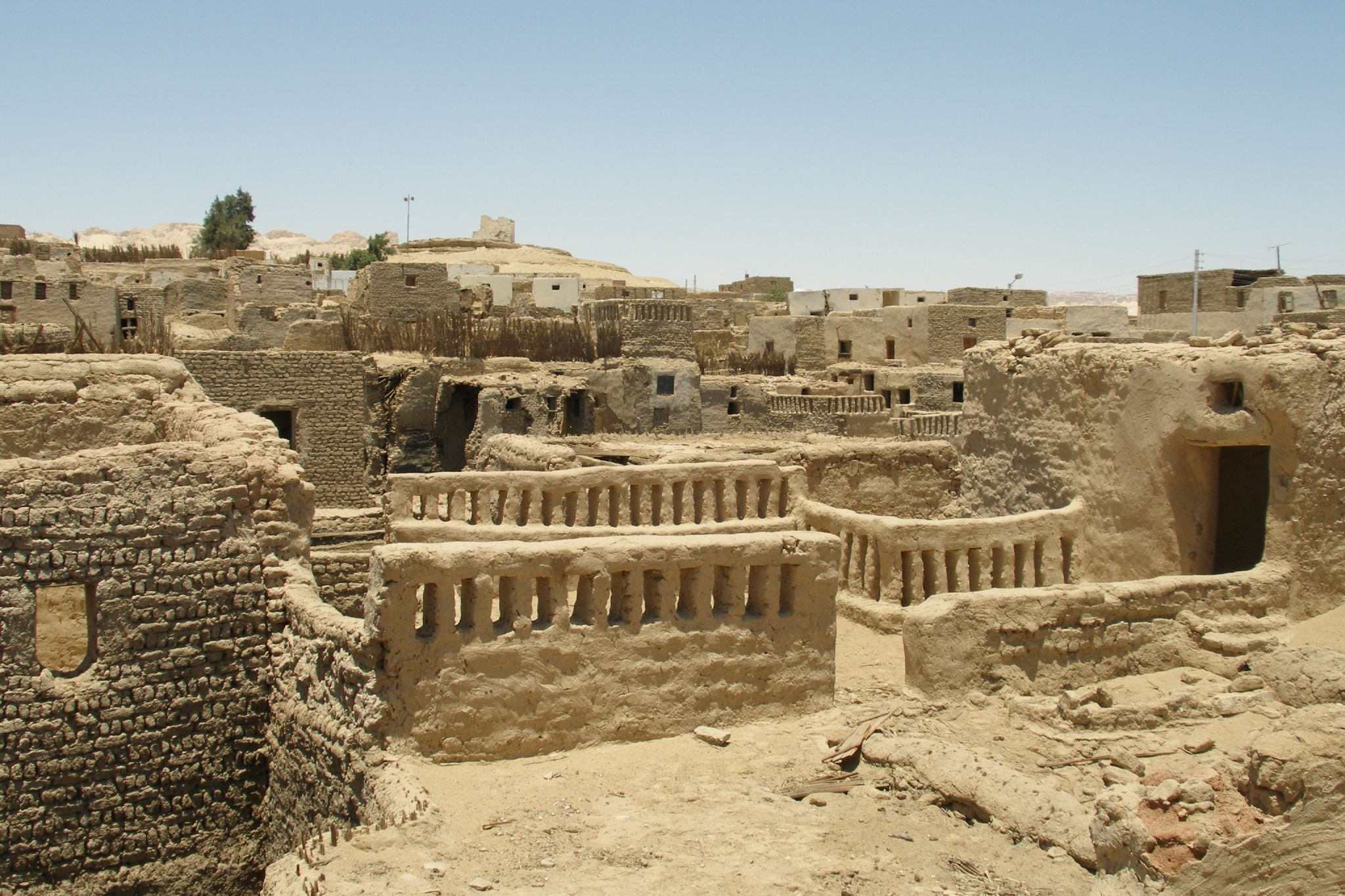
Oáza Dachla

Archeologický výzkum se rozšířil i na dříve opomíjené oblasti Západní pouště, kde předchozí objevy egyptského archeologa Ahmada Fachrího daly v 70. letech 20. století podnět ke vzniku velkého mezinárodního multidisciplinárního výzkumu v oblasti oázy Dachla. Na Projektu Oáza Dachla pracuje osm specializovaných týmů složených z vědců z řady zemí, např. Francie, USA, Nizozemsko, Austrálie, Egypt, Polsko. Bylo objeveno několik set archeologických lokalit od starší doby kamenné až po středověk, které dokazují význam místa pro obchod a dopravu v severovýchodní Africe. V rámci projektu byl např. prozkoumán a restaurován chrám na lokalitě Dér il-Hagar z doby císaře Nerona. Americká expedice objevila v 90. letech 20. století na lokalitě Nabta Playa jedno z nejstarších archeologických nalezišť z núbijského neolitu, na jehož okraji se nacházelo několik skupin kamenných struktur, jejichž význam nebyl dosud přesně určen. Při průzkumu pohřebiště v Gíze americký archeolog Mark Lehner koncem 20. století objevil a zmapoval takzvané Ztracené pyramidové město, rozsáhlé sídliště, v němž bydleli dělníci při stavbě pyramid. 

### Egyptologie v 21. století

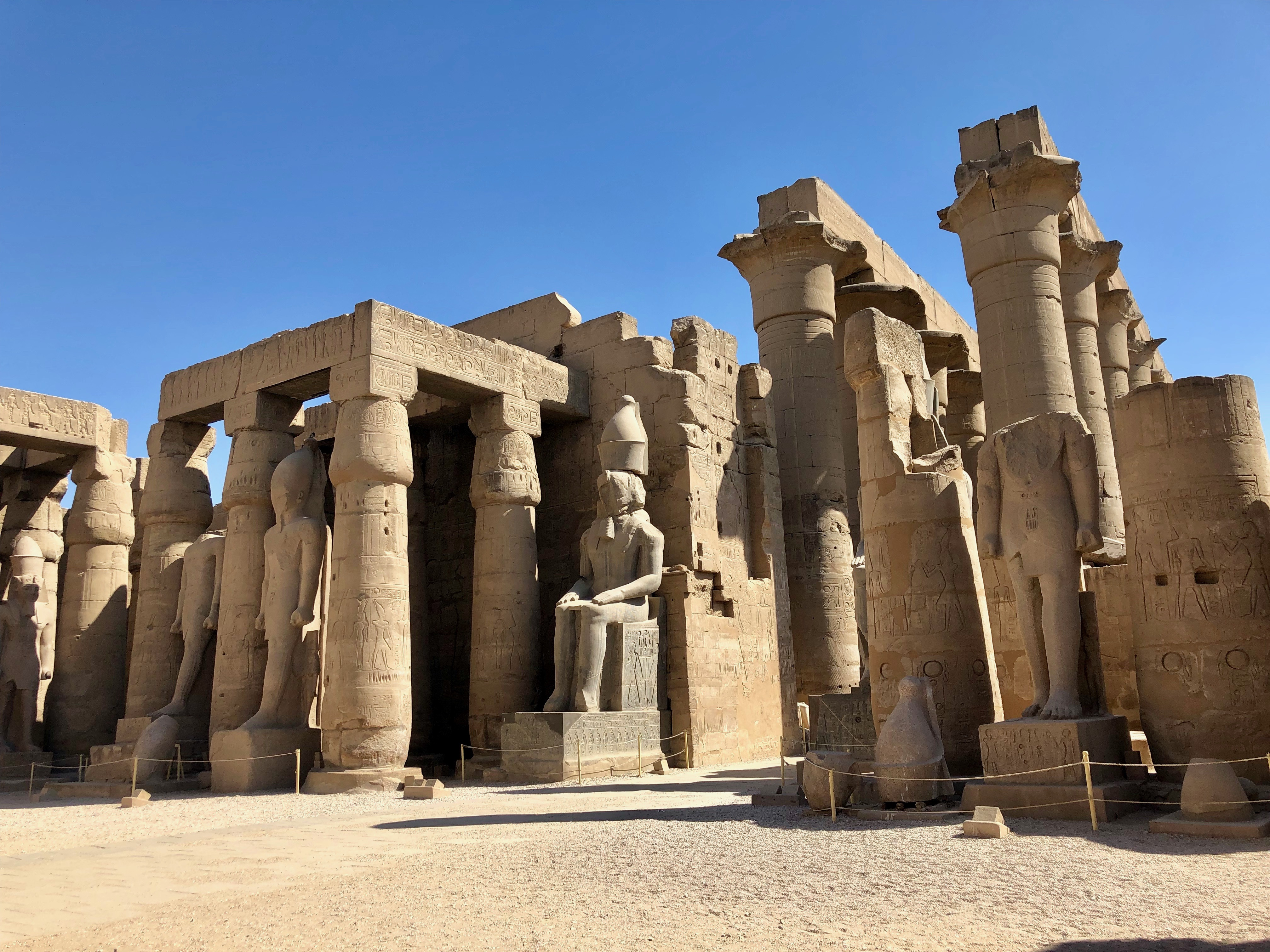
chrám v Luxoru, dvorana Ramsesse UU

Za nejvýznamnější archeologický objev v Egyptě počátku 21. století je považován objev starého přístavu ve Vádí al-Džarfu na pobřeží Rudého moře. Historicky nejcennější nález představují egyptské papyry a Mererův deník z doby vlády faraona Chufua. V roce 2020 se týmu vědců pod vedením egyptologa Zahiho Hawasse podařilo objevit nedaleko Luxoru Ztracené zlaté město z doby faraona Amenhotepa III. Další významnou událostí je objevení hrobky Thutmose II. v Luxoru v roce 2025 britsko-egyptským týmem.
Moderní egyptologie se zaměřuje zejména na ochranu památek, věda přináší stále lepší a modernější způsoby jejich ochrany a restaurování. Nové vykopávky spíše ustupují ve prospěch dokumentace a prací restaurátorských, konzervačních a stavebně-rekonstrukčních. Prohlubuje se specializace, klíčová je multidisciplinární spolupráce archeologů s ostatními vědními obory, egyptologické týmy doplňují odborníci z mnoha dalších oborů, jako je geologie, geografie, chemie, biologie. Geodetická měření, tvorba map, plánů a náčrtů jsou nedílnou součástí archeologického výzkumu, při tom se využívají nové metody jako satelitní záznamy, pozemní laserové skenování, radarové skeny. Česká expedice získala v roce 2002 jako první na světě pomocí družice QuickBird detailní satelitní snímky pyramidových polí v Sakkáře. Následný průzkum mumií i dalších nálezů si nelze představit bez radiologie, počítačové tomografiie nebo analýzy DNA. Velký pokrok přineslo využití informačních technologií (digitalizace, zpracování databází, 3D rekonstrukce) včetně umělé inteligence. 

## Egyptologie v Čechách
Prvním Čechem, který publikoval a zabýval se Egyptem po odborné stránce, byl Jan Kminek-Szedlo z Plzně, který musel v polovině 19. století odejít do Itálie.  V roce 1878 byl jmenován docentem egyptologie na univerzitě v Bologni.
Zakladatelem české egyptologie je František Lexa, který už v roce 1905 organizoval soukromé přednášky kopštiny. Po vzniku Československa byla na Karlově univerzitě v roce 1919 zřízena fakulta orientalistiky a Lexa zde jako soukromý docent přednášel egyptský jazyk a kopštinu. V roce 1919 se stal mimořádným a v roce 1927 řádným profesorem egyptologie. Jeho práce Grammaire démotique – Gramatika démotštiny, jejíž první svazek byl vydán v roce 1938, byla významným filologickým počinem pro poznání pozdní fáze vývoje egyptského jazyka.
Jedním z jeho žáků byl egyptolog a filolog Jaroslav Černý, jehož hlavním zájmem byly sociální a hospodářské poměry ve starém Egyptě. Sponzorský dar prezidenta T.G.Masaryka, který se zajímal o historii Orientu a orientální jazyky, mu umožnil cestu do Egypta v roce 1925. Černý se podílel na archeologickém průzkumu Dér il-Medíny, vesnice umělců a řemeslníků, kteří zdobili hrobky v Údolí králů. V roce 1927 provázel po památkách prezidenta Masaryka při návštěvě Egypta a Masaryk pro něho zařídil stipendium na další egyptologický výzkum. Masaryk se přátelil s anglickým egyptologem Williamem Flindersem Petriem, kterého poznal v Londýně během první světové války. V roce 1922 podpořil založení Orientálního ústavu v Praze. Černý žil od roku 1946 v Anglii, byl jmenován profesorem Oxfordské univerzity. S českými kolegy byl stále v kontaktu a Československému egyptologickému ústavu odkázal svou knihovnu.
Františka Lexu v čele české egyptologie vystřídal Zbyněk Žába. Společně se podíleli na založení Československého egyptologického ústavu v Praze v roce 1958. Od roku 1960 tento ústav vedl Žába. Několik let působil také jako profesor češtiny na univerzitě v Káhiře. Inicioval archeologický výzkum v Abúsíru. Účastnil se jako vedoucí všech pěti československých expedic do Núbie v letech 1961–1965, zaměřených na výzkum památek ohrožených vzestupem hladiny Nilu kvůli budování nové Asuánské přehrady. Hlavním úkolem byl epigrafický a etnografický průzkum v přidělených lokalitách. Podařilo se najít a zdokumentovat na 300 skalních nápisů a pět tisíc skalních obrazů a rytin dokumentujících vývoj Dolní Núbie od pravěku až po středověk. Kromě toho byl proveden rozsáhlý archeologický výzkum chrámu v Táfě, římské pevnosti v Qertassi, na pohřebištích ve Wádí Qitně a Kalabši. Egyptská vládla ocenila práci československého týmu a nabídla mu možnost pokračovat v průzkumu v lokalitě, kterou si sám vybere. Stalo se jím pohřebiště v Abúsíru, kde Žába vedl výzkum v Ptahšepsesově mastabě již v roce 1960.

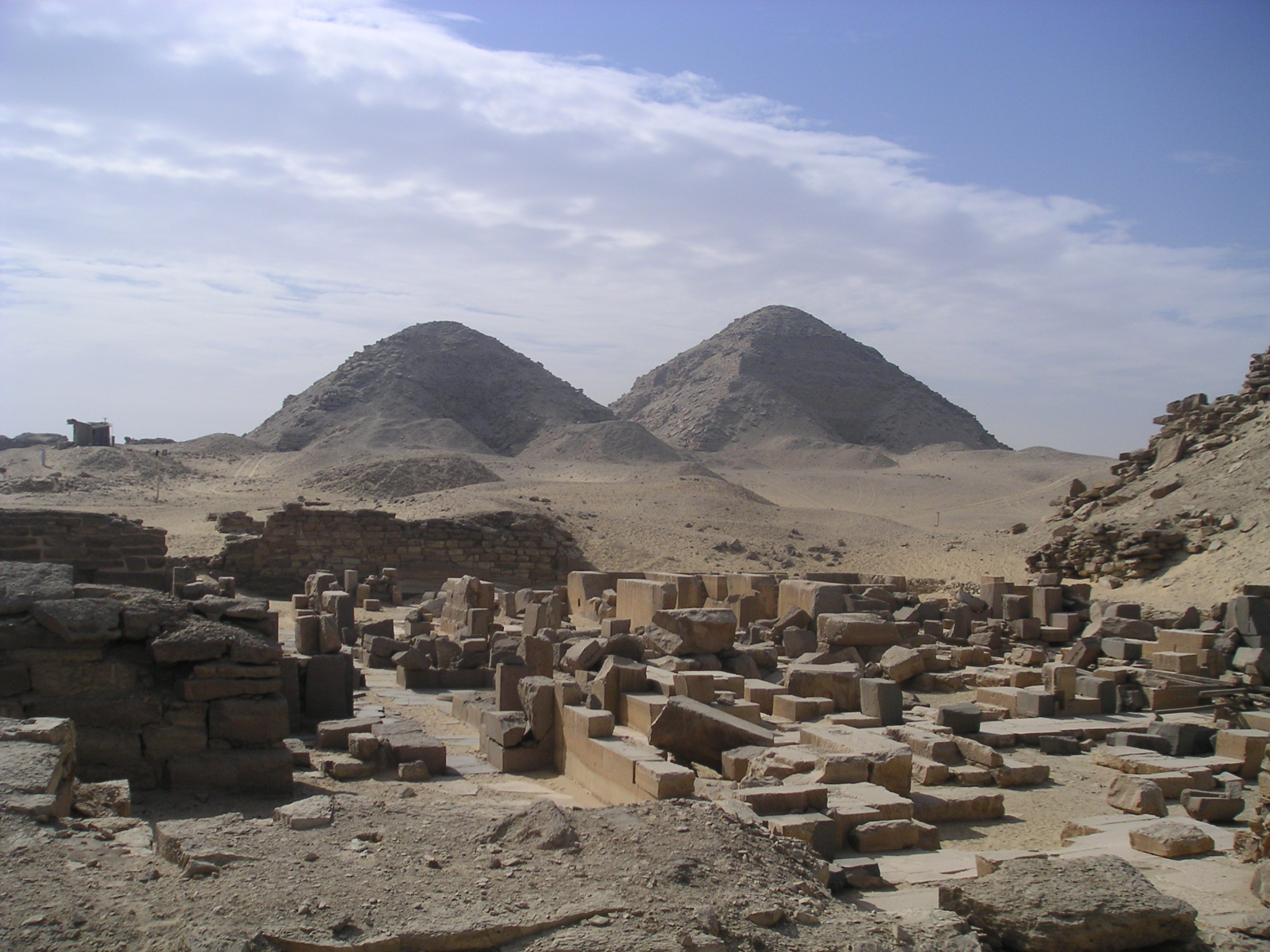
Abúsír

Dosažené výsledky zvýšily mezinárodní prestiž československé egyptologie. Během normalizace byla sice činnost Čs. egyptologického ústavu po roce 1970 přerušena, ale pokračovaly vykopávky v Abúsíru, na které dostalo Československo koncesi od egyptské vlády po Núbijské expedici. Po Žábově smrti výzkum vedl Miroslav Verner, v letech 1975–2000 byl ředitelem Českého egyptologického ústavu FF UK v Praze a Káhiře. Česká archeologická expedice v osmdesátých letech 20. století v Abúsíru zkoumala zádušní komplex s nedokončenou pyramidou panovníka Raneferefa, v němž kromě jiných artefaktů, odkryla více než 2000 zlomků papyrů se záznamy v hieratickém písmu. K nejvýznamnějším nálezům patří neporušená hrobka kněze Iufay v pohřebišti s velkými šachtovými hroby. V její pohřební komoře s bohatou reliéfní výzdobou na stěnách se nacházel velký sarkofág s mumií. Významný podíl na úspěších českého týmu měl Ladislav Bareš, ředitel Českého egyptologického ústavu v letech 2006 až 2012.
Od roku 2011 vede výzkumy archeologické lokality Abúsír Miroslav Bárta, který byl v letech 2013–2019 ředitelem Českého egyptologického ústavu. V roce 2018 získal Český egyptologický ústav novou koncesi na oblast mezi Abúsírem a Sakkárou a zahájil průzkum Cejova pohřebiště. V dubnu 2019 odkryli čeští archeologové v jižní části Sakkáry poblíž pyramidy faraona Džedkareho hrobku hodnostáře Chuyho z 5. dynastie s bohatě zdobenou podzemní komorou. Barevná výzdoba stěn vyjadřuje v obrazech nápisy z Textů pyramid.  Časopis Archeology Magazine to označil za jeden z 10 největších objevů roku 2019 a egyptské Ministerstvo pro památky za jeden z 5 nevýznamnějších objevů v Egyptě.   K znovuobjevení hrobky Ptahšepsese v roce 2022 vedlo detailní satelitní snímkování oblasti a studium starých map.
Egyptologii se v České republice věnují dvě pracoviště, Český egyptologický ústav Filozofické fakulty Univerzity Karlovy v Praze a v Káhiře a Oddělení pravěkého a starověkého Předního východu Náprstkova muzea, součást Národního muzea. V Česku se v současnosti egyptologie vyučuje na Karlově univerzitě. První českou profesorkou egyptologie byla v červnu 2025 jmenována Hana Vymazalová. Ředitelkou Českého egyptologického ústavu je od roku 2023 Renata Landgráfová.
Knihovna Českého egyptologického ústavu má kolem dvaceti tisíc svazků a patří k největším v Evropě.

## Egypt v umění
Témata spojená s egyptologií a starověkým Egyptem jsou ve veřejnosti poměrně populární a jsou tématem řady uměleckých děl. V hudbě je to např. Verdiho opera Aida nebo Berliozova kantáta La Mort de Cléopâtre (Smrt Kleopatry);
v literatuře jde např. o Waltariho román Egypťan Sinuhet, román Bolesława Pruse Farao, v češtině pak pozoruhodný román Alexeje Pludka Faraónův písař.

## Světoví egyptologové
- Athanasius Kircher
- Jean-François Champollion
- Heinrich Brugsch
- Giovanni Battista Belzoni
- Ludwig Borchardt
- Alan Henderson Gardiner
- Howard Carter
- Zahi Hawass
- William Matthew Flinders Petrie
- Richard Lepsius

## Čeští egyptologové
- František Lexa: zakladatel české egyptologie
- Jaroslav Černý
- Zbyněk Žába: spoluzakladatel Československého egyptologického ústavu UK v Praze a Káhirského pracoviště
- Ludmila Matiegková
- Miroslav Verner
- Ladislav Bareš
- Miroslav Bárta
- Břetislav Vachala
- Hana Vymazalová
- Jaromír Kozák
- Jiří Janák